# Ingrīda Amantova
Ingrīda Amantova (ros. Ингрида Амантова; ur. 21 czerwca 1960 w Kiesi) – radziecka saneczkarka, brązowa medalistka igrzysk olimpijskich.
Na igrzyskach olimpijskich w Lake Placid w 1980 roku zdobyła brązowy medal. Startowała też na igrzyskach w Sarajewie cztery lata później, zajmując czwarte miejsce. Nigdy nie zdobyła medalu mistrzostw świata ani mistrzostw Europy. W Pucharze Świata jeden raz stała na podium klasyfikacji generalnej zajmując w sezonie 1982/1983 drugie miejsce.

## Osiągnięcia

### Igrzyska olimpijskie
| Rok  | Miejsce     | Jedynki |
| ---- | ----------- | ------- |
| 1980 | Lake Placid | 3.      |
| 1984 | Sarajewo    | 4.      |

### Puchar Świata

#### Miejsca na podium w klasyfikacji generalnej
| Sezon     | Miejsce |
| --------- | ------- |
| 1982/1983 | 2.      |